# Équipe de France de football en 1987
Chronologie
Saison précédente Saison suivante
Cet article traite de l'année 1987 de l'équipe de France de football.
- Mauvaise année 1987 pour l'équipe de France de football qui ne termine qu'à la troisième place de sa poule éliminatoire, loin derrière l'URSS, et échoue donc à se qualifier pour l'Euro 1988.
- En pleine reconstruction à la suite des départs de plusieurs joueurs de la génération 1982-1986, les Bleus enregistrent notamment le départ à la retraite de leur capitaine emblématique Michel Platini, qui honore en avril contre l'Islande sa 72e et dernière sélection.

## Les matchs
| Date             | Stade                                        | Adversaire         | Score | Comp | Buteurs français               |
| 29 avril 1987    | Parc des Princes Paris, France               | Islande            | V 2-0 | QCE  | Micciche (38e) & Stopyra (65e) |
| 16 juin 1987     | Ullevaal Oslo, Norvège                       | Norvège            | D 0-2 | QCE  | -                              |
| 12 août 1987     | Olympia Stadion Berlin, Allemagne de l'Ouest | RFA                | D 1-2 | A    | Cantona (42e)                  |
| 9 septembre 1987 | Leninstadion Moscou, Union soviétique        | Union soviétique   | N 1-1 | QCE  | Touré (13e)                    |
| 14 octobre 1987  | Parc des Princes Paris, France               | Norvège            | N 1-1 | QCE  | Fargeon (63e)                  |
| 18 novembre 1987 | Parc des Princes Paris, France               | Allemagne de l'Est | D 0-1 | QCE  | -                              |

A : match amical. QCE : match qualificatif pour l'Euro 1988.

## Les joueurs
| Joueurs                                                                  |     |     |     |     |     |     |
| Gardiens de but                                                          |     |     |     |     |     |     |
| Joël Bats (PSG)                                                          | 90  | 90  | 85  | 90  |     | 90  |
| Bruno Martini (AJA) (1re sélection)                                      |     |     | r5  |     | 90  |     |
| Défenseurs                                                               |     |     |     |     |     |     |
| Manuel Amoros (ASM)                                                      | 90  | 90  | 90  | 90  | 90  | 90  |
| Basile Boli (AJA)                                                        | 90  | 90  |     | 90  | 90  | 90  |
| Jean-Christophe Thouvenel (Girondins de Bordeaux) (dernières sélections) | 90  | 90  |     |     |     |     |
| Jean-François Domergue (OM) (dernières sélections)                       | 90  | 90  |     |     |     |     |
| William Ayache (OM)                                                      |     |     | 90  | 90  |     |     |
| Yvon Le Roux (OM)                                                        |     |     | 90  |     |     | 90  |
| Patrick Battiston (ASM) (53e sélection)                                  |     |     | 90  |     |     |     |
| Rémi Vogel (ASM) (1re et dernière sélection)                             |     |     |     | 90  |     |     |
| Didier Sénac (Girondins de Bordeaux) (3e et dernière sélection)          |     |     |     |     | 90  |     |
| Luc Sonor (ASM) (1re sélection)                                          |     |     |     |     | 90  |     |
| Sylvain Kastendeuch (FC Metz) (1re sélection)                            |     |     |     |     |     | 90  |
| Milieux                                                                  |     |     |     |     |     |     |
| Gérald Passi (TFC) (1re sélection)                                       | 90  | 90  | 90  | 90  |     |     |
| Luis Fernandez (Racing Club Paris/Matra Racing)                          | 90  |     | 90  | 90  | 90  |     |
| José Touré (Girondins de Bordeaux)                                       | 90  |     | 90  | 74  | 90  |     |
| Michel Platini (Juventus) (72e et dernière sélection)                    | 90  |     |     |     |     |     |
| Fabrice Poullain (PSG)                                                   |     | 80  | 90  | 90  |     | 90  |
| Jean-Marc Ferreri (Girondins de Bordeaux)                                |     | 90  |     |     | r36 |     |
| Jean Tigana (Girondins de Bordeaux) (51e sélection)                      |     | 90  |     |     |     |     |
| Patrick Delamontagne (Stade lavallois) (3e et dernière sélection)        |     | r10 |     |     |     |     |
| Jean-Philippe Rohr (ASM) (1re et dernière sélection)                     |     |     |     | r16 |     |     |
| Dominique Bijotat (Girondins de Bordeaux)                                |     |     |     |     | 90  | 76  |
| Philippe Anziani (FC Nantes) (5e et dernière sélection)                  |     |     |     |     | 54  |     |
| Bruno Germain (Matra Racing) (1re et dernière sélection)                 |     |     |     |     |     | 90  |
| Bernard Zénier (FC Metz) (5e et dernière sélection)                      |     |     |     |     |     | 90  |
| Attaquants                                                               |     |     |     |     |     |     |
| Jean-Pierre Papin (OM)                                                   | r23 |     | 55  | r3  |     |     |
| Yannick Stopyra (TFC)                                                    | 67  | 90  |     | 90  |     |     |
| Carmelo Micciche (FC Metz) (uniques sélections)                          | 90  | 75  |     |     |     |     |
| Philippe Fargeon (Girondins de Bordeaux) (1re sélection)                 |     | r15 |     | 87  | 90  | r14 |
| Éric Cantona (AJA) (1re sélection)                                       |     |     | 90  |     | 90  | 90  |
| Gérard Buscher (Matra Racing) (2de et dernière sélection)                |     |     | r35 |     |     |     |
| Bruno Bellone (AS Cannes) (32e sélection)                                |     |     |     |     |     | 90  |